# Ebenezer Henderson
Ebenezer Henderson, född 17 november 1784, död 17 maj 1858, var en skotsk teolog.
Henderson ägande sig i början av 1800-talet åt en omfattande evangelisk verksamhet i den nordiska länderna och Ryssland, en tid i Brittiska bibelsällskapets tjänst. 1811 grundade han i Göteborg den första kongregationalistiska församlingen i Sverige. Framstående semitist, verkade Henderson efter återkomsten till Storbritannien 1825 som lärare i orientaliska språk.